# Nikita Denise
Nikita Denise (ur. 25 lipca 1976 w Brnie) – czeska aktorka i reżyserka filmów pornograficznych.

## Życiorys

### Wczesne lata
Urodziła się w Brnie. Jej ojciec był pochodzenia słowackiego. Nie miała kontaktu z ojcem od czasu rozwodu rodziców, kiedy była dzieckiem. W 1998 przeniosła się z rodzinnych Czech do Toronto, gdzie rozpoczęła pracę w klubie ze striptizem. 

### Kariera
Dzięki wsparciu Jill Kelly i ówczesnej striptizerki Tiffany Mynx, Denise podpisała kontrakt z agencją Jima Southa „World Modeling” w Los Angeles. Jej pierwszą sceną była z partnerem Dillonem Dayem w filmie New Sensations North Pole 13 (2000) w reżyserii Petera Northa. Potem wystąpiła w produkcji Elegant Angel Rookie Cookies 6 (2000) z Markiem Davisem i Davidem Lugerem. Po raz pierwszy wzięła udział w scenie podwójnej penetracji analnej w filmie Anabolic Video Nasty Nymphos 29 (2000) z Erikiem Everhardem i Vince Vouyerem. Wystąpiła w filmie fantastycznonaukowym Wicked Pictures Euforia (2001) jako żółta dziewczyna z orgii, dwuczęściowej parodii porno I Dream of Jeannie – Club Jenna I Dream of Jenna (2002) wystąpiła jako Katrina oraz dramacie kryminalnym porno Wicked Pictures Punkt zwrotny (Turning Point, 2002) w roli Marianne z Sydnee Steele.
15 sierpnia 2002 gościła w programie The Howard Stern Show. Denise zagrała w kilku produkcjach Michaela Ninna
W 2006 zadebiutowała jako reżyserka filmu Vivid Nikita’s Extreme Idols, gdzie wystąpili: Brittney Skye, Talon, Eva Angelina, Barbara Summer, Tommy Gunn, Sascha, Randy Spears, Tyler Knight, Herschel Savage i Sandra Romain. 
24 lipca 2006 była gościem Inside the Porn Actor’s Studio, prowadzonym przez Richarda Christy, parodii wersji Za drzwiami Actors Studio.
Miała sesje zdjęciowe w kilkudziesięciu czasopismach, w tym „Hustler”, „Fox”, „Cheri” i „Xcitement”. 

## Życie prywatne
Romansowała z Mickeyem Rourke. Otrzymała obywatelstwo amerykańskie przez małżeństwo z Carlem.

## Nagrody
| Rok  | Nagroda   | Kategoria                                      | Film                    | Inni wykonawcy                                                    |
| ---- | --------- | ---------------------------------------------- | ----------------------- | ----------------------------------------------------------------- |
| 2002 | AVN Award | Wykonawczyni roku                              | –                       | –                                                                 |
| 2002 | AVN Award | Najlepsza scena seksu grupowego - wideo        | Succubus (2001)         | Ava Vincent, Bridgette Kerkove, Herschel Savage i Trevor Thompson |
| 2003 | AVN Award | Najlepsza scena seksu w parze - film           | Les Vampyres 2 (2000)   | Joel Lawrence                                                     |
| 2003 | AVN Award | Najlepsza scena seksu samych dziewczyn - wideo | I Dream of Jenna (2002) | Autumn Austin i Jenna Jameson                                     |
| 2016 | AVN Award | Hall of Fame (Video Branch)                    | –                       | –                                                                 |